# De små vilde
De små vilde er en dokumentarserie for børn i 4 afsnit fra 2013 med instruktion og manuskript af Laila Hodell.

## Afsnit
| # | Titel     | Første sendedag |
| --- | --------- | --------------- |
| | "Forår"   |                 |
| Rogvi og Alexander går på jagt efter haletudser nede ved vandhullet, for drengene er spændte på at se dem udvikle sig til frøer. |           |                 |
| | "Sommer"  |                 |
| Om sommeren kan man fange krabber fra badebroen, og Lara er nysgerrig efter at få fingrene i en sådan krabat. |           |                 |
| | "Efterår" |                 |
| Når efteråret nærmer sig og kulden kommer, rykker musene ind i vores huse, men det er ikke altid lige populært - især ikke blandt de voksne. Det er ikke let at være mus, og både ræven og uglen er ude efter dem. |           |                 |
| | "Vinter"  |                 |
| Tobias sidder og tegner trolde og venter på Karl, som er på vej. Han vil have ham med på troldejagt. Med bue, stok og rygsæk, går de ud i vinterlandet og leder efter spor. De ser hjort, musvåger, ræve. Det er som om hjorten holder øje med dem. De finder efterladenskaber, spor, fjer, knogler og en hjortetak, som helt sikkert stammer fra jordtrolde. |           |                 |